# Porophyllum cabrerae
Porophyllum cabrerae là một loài thực vật có hoa trong họ Cúc. Loài này được D.J.N.Hind mô tả khoa học đầu tiên năm 2000.